# Donatella (Vorname)
Donatella ist ein weiblicher Vorname.

## Herkunft und Bedeutung
Der Name kommt vom lateinischen „donare“ und bedeutet „die Geschenkte“, im übertragenen Sinn „die von Gott Geschenkte“. Er wird hauptsächlich in Italien vergeben.

## Namensträgerinnen
- Donatella Di Cesare (* 1956), italienische Philosophin
- Donatella Damiani (* 1958), italienische Schauspielerin
- Donatella Fioretti (* 1962), italienische Architektin und Hochschullehrerin
- Donatella Maiorca (* 1957), italienische Schnittsekretärin und Regisseurin
- Donatella Mazzoleni (* 1943), italienische Architektin
- Donatella Palermo italienische Filmproduzentin und Oscarpreisträgerin
- Donatella Di Pietrantonio (* 1962), italienische Autorin
- Donatella della Porta (* 1956), italienische Politikwissenschaftlerin und Professorin
- Donatella Rettore (* 1955), italienische Sängerin
- Donatella Versace (* 1955), italienische Modedesignerin

## Varianten
- Donatello, Donatus, Donatianus (männlich)
- Donata, Donato
- Donat
- Donar
- Donate
- Donatia
- Donatiane (französisch)
- Donatilla[2]